# 3996 Fugaku
3996 Fugaku eller 1988 XG1 är en asteroid i huvudbältet som upptäcktes den 5 december 1988 av de båda japanska astronomerna Masaru Arai och Hiroshi Mori vid Yorii-observatoriet i Japan. Den är uppkallad efter ett äldre, poetiskt, namn för Japans högsta berg, Fuji.
Asteroiden har en diameter på ungefär 5 kilometer.